# Of Stargates and Bloodstained Celestial Spheres
Of Stargates and Bloodstained Celestial Spheres – trzeci album niemieckiego zespołu blackmetalowego Lunar Aurora wydany w maju 1999 roku za pośrednictwem wytwórni Kettenhund Records. Jest to jedyne wydawnictwo, które ukazało się na jej łamach, ponieważ w okresie trwającym do 2004 roku zarówno zespół jak i same wytwórnie borykały się z problemami finansowymi oraz organizacyjnymi. Krótko po wydaniu albumu, Kettenhund Records zostało zamknięte, a zespół rozpoczął poszukiwania nowej wytwórni, którą okazało się Ars Metalli.

## Lista utworów
1. "Kampfork (Intro)" – 1:04
2. "Schwarzer Engel" – 6:30
3. "Die Quelle im Wald" – 5:14
4. "Blutbaum" – 5:32
5. "Moorleiche" – 3:01
6. "Drachenfeuer" – 5:10
7. "Gebirgsmystizismus" – 4:42
8. "Verwesung" – 6:22
9. "Weltengänger" – 0:52
10. "Child of the Apocalypse" – 5:31
11. "Der Leidensweg" – 3:47
12. "Sternenblut" – 5:13
13. "Something Has Died Forever (Outro)" – 1:24

## Twórcy
- Aran - gitara elektryczna, wokale
- Whyrhd - wokale, gitara basowa
- Sindar - keyboard
- Bernhard Klepper - perkusja